# Абханг
Абха́нг или абха́нга (маратхи अभंग) — жанр маратхской поэзии. Характерен для поэтов-бхактов традиции варкари, религиозного движения, сосредоточенного на почитании индуистского бога Витхобы, одной из форм бога Кришны.
Как правило, абханг, сам по себе являющийся законченным произведением, состоит из 2 строк (малый абханг), но иногда может быть расширен на произвольное количество строк (большой абханг). Первые три строки обычно рифмуются. Иногда абханги для создания более длинной поэмы или даже группы поэм объединяют вместе. В основе абхангов лежит разнообразная тематика, в том числе и философская, при этом неотъемлемым элементом является восхваление бога.
Этот жанр активно использовали многие маратхские поэты, в том числе самый ранний из них Мукундрадж (XII век). Особое развитие получил в средневековой Индии в творчестве поэтов Днянешвара (1275—1296), Намдева (1269—1350), Экнатха (1533—1599) и Тукарама (1608—1690). Последний поэт считается автором более 4,5 тысяч абхангов. 